# 塵芥集
『塵芥集』（じんかいしゅう）は、陸奥国の戦国大名・伊達氏が制定した分国法。天文5年（1536年）に、伊達稙宗によって制定された。条文はおよそ171条に及び、分国法中最大の規模。体裁に『御成敗式目』の影響が見える他、殺人・強盗など刑事に相当する部分に詳細な規定があること、また地頭の支配権が広く認められている点などが特徴。

## 概略
塵芥は「ちり・あくた（ゴミ）」の意味であるが、ここでは多数ということで、あらゆる方面にわたり多くの事柄を網羅して作ったという意味である。
戦国期には多くの戦国領主が分国法を作成したが、その中でも特に不出来な分国法として知られ、杜撰な内容から稙宗が一人で作成したと考えられている。
「生口」という特殊な制度があり、伊達家が犯罪捜査をしないため、被害者が自ら捕まえなければならなかった（一種の私人逮捕）。冤罪の場合は50日以内に真犯人（むかい生口）を生きたまま連れて来なければならなかった。
塵芥集が実際に裁判などで使用されたとする史料は存在しないが、仮に使われていたとしてもごく短期間であったと考えられている。また内乱を引き起こし、晴宗や家臣団と対立した結果隠居に追い込まれた稙宗は家中で忌避された存在であったため、塵芥集は「忘れられた分国法」と化し、以延宝8年（1680年）に家臣である村田親重が伊達綱村に献上するまで認知されていなかった。

## 蔵方乃掟
『蔵方乃掟』（くらかたのおきて）は、塵芥集に先立って天文2年3月13日（1534年）に出された質屋関係の法令13条であり、『塵芥集』が出された後も補助法として存続した。期限計算や質物の損壊、利子計算、質物が盗品であった場合の規定などが定められている。